# Гертлінген
Гертлінген (нім. Härtlingen) — громада в Німеччині, розташована в землі Рейнланд-Пфальц. Входить до складу району Вестервальд. Складова частина об'єднання громад Вестербург.
Площа — 3,20 км2. Населення становить 372 ос. (станом на 31 грудня 2020).